# Жайрем
Жайре́м (каз. Жәйрем) — посёлок городского типа (с 1972 года) в Улытауской области Казахстана. Находится в подчинении у администрации города Каражал. Административный центр и единственный населённый пункт Жайремской поселковой администрации. Код КАТО — 352035000.

## Инфраструктура
Посёлок возник в связи с разработкой Жайремского барит-полиметаллического и железо-марганцевого месторождения. Градообразующее предприятие — АО «Жайремский ГОК» (ТОО «Казцинк»), работающий на базе месторождений Атасуского рудного района. Также действуют «Жайремское строительно-монтажное управление», ТОО «Жайремнан», «Жайремавто» и другие предприятия. Имеется аэропорт. Есть три средние общеобразовательные школы (№ 10, № 11 и № 30).
Через Жайрем проходит автомобильная дорога Тогыскан — Каражал — Жамбыл. От железной дороги Караганды — Сейфуллин — Жезказган к Жайрему проложена узкоколейная железная дорога Сарысу — Жайрем.

## Население
В 1999 году население посёлка составляло 9924 человека (4908 мужчин и 5016 женщин). По данным переписи 2009 года в посёлке проживали 9382 человека (4714 мужчины и 4668 женщин).
По данным на 1 января 2019 года население посёлка составляло 10 340 человек (5147 мужчин и 5193 женщины).

## Конфликт рабочих
12 августа 2019 года произошел конфликт между казахстанскими и турецкими рабочими, несколько иностранцев получили «ушибы легкой степени тяжести».